# Марцинківський Олексій Михайлович
Олексі́й Миха́йлович Марцинкі́вський, в окремих документах Марценкі́вський (нар. 10 серпня 1915 — пом. 11 квітня 1945) — радянський військовик часів Другої світової війни, заступник командира з артилерії 109-го стрілецького полку 74-ї стрілецької дивізії, капітан. Герой Радянського Союзу (1946).

## Життєпис
Народився 10 серпня 1915 року в Одесі в родині робітника. Росіянин. Закінчив 7 класів і школу ФЗУ, працював на м'ясокомбінаті.
У 1935–1937 роках проходив строкову військову службу в лавах РСЧА. Вдруге до РСЧА призваний Ленінським РВК Одеси в червні 1941 року. Учасник німецько-радянської війни з червня 1941 року. Воював на Південно-Західному, Брянському, Центральному, 1-у, 2-у та 3-у Українських фронтах. 6 разів був поранений, у тому числі двічі — важко. З квітня по вересень 1942 року навчався на курсах молодших лейтенантів Брянського фронту.
З 10 жовтня 1942 року — командир батареї 120-мм мінометів 109-го стрілецького полку 74-ї стрілецької дивізії. Пройшов бойовий шлях від Орловсько-Курської дуги до Відня. Під час форсування річки Дунай, будучи заступником командира полку з артилерії, організував переправу всіх вогневих засобів на правий беріг, чим значно сприяв виконанню полком бойового завдання. 11 квітня 1945 року в бою за висоту 403, коли супротивник при підтримці бронетехніки перейшов у масований контрнаступ, особисто керував вогнем артилерії. Отримавши поранення, не залишив поле бою. Коли ворог оточив радянських воїнів, капітан Марцинківський повів їх у рукопашну сутичку, в ході якої загинув.
Похований в місті Оберварті (Австрія).

## Нагороди
Указом Президії Верховної Ради СРСР від 15 травня 1946 року за зразкове виконання бойових завдань командування на фронті боротьби з німецькими загарбниками та виявлені при цьому відвагу і героїзм, капітанові Марцинківському Олексію Михайловичу присвоєне звання Героя Радянського Союзу (посмертно).
Також був нагороджений орденами Вітчизняної війни 1-го (17.02.1944) та двічі 2-го (31.12.1943, 15.12.1944) ступенів, Червоної Зірки (08.10.1943) і медалями.